# كويفاس دي سان ماركوس
بلدية كويفاس دي سان ماركوس (بالإسبانية: Cuevas de San Marcos) هي بلدية تقع في مقاطعة مالقة التابعة لمنطقة أندلوسيا جنوب إسبانيا.

## الديموغرافيا
بلغ عدد سكان بلدية كويفاس دي سان ماركوس 4.097 نسمة عام 2011 (وفقاً للمعهد الوطني الإسباني للإحصاء).
| 4.079 | 4.017 | 3.986 | 3.973 | 4.048 | 4.131 | 4.097 |